# Daniel Vaca
Daniel Vaca Tasca (ur. 3 listopada 1978 w Santa Cruz) – boliwijski piłkarz występujący na pozycji bramkarza, obecnie zawodnik The Strongest.

## Kariera klubowa
Vaca pochodzi z miasta Santa Cruz i jest wychowankiem tamtejszego zespołu Club Blooming. Już w swoim debiutanckim sezonie 1999 wywalczył z tą ekipą tytuł mistrza kraju, nie rozgrywając jednak wówczas żadnego ligowego spotkania. Ogółem w Bloomingu spędził trzy lata, po czym przeniósł się do drużyny ówczesnego mistrza Boliwii – Oriente Petrolero. Zawodnikiem Oriente był przez rok, pełnił funkcję rezerwowego golkipera i osiągnął z nim tytuł wicemistrzowski. Podczas sezonu 2004 reprezentował barwy trzeciego już zespołu z Santa Cruz – Destroyers – z którym jednak nie odniósł większych sukcesów. W rozgrywkach Apertura 2005 zdobył drugie mistrzostwo Boliwii w karierze, ponownie jako rezerwowy w Bloomingu.
Wiosną 2006 Vaca został graczem CD San José, gdzie szybko wywalczył sobie miejsce w wyjściowym składzie. W sezonie Clausura 2007 zanotował tytuł mistrzowski, a w kolejnym roku wziął udział w Copa Libertadores, odpadając jednak z San José już w fazie grupowej. Podstawowym bramkarzem drużyny był przez cztery sezony, a w 2010 roku odszedł do bardziej utytułowanego Club Jorge Wilstermann. Tam wywalczył kolejne mistrzostwo Boliwii, w sezonie Apertura 2010, będąc jednym z najważniejszych graczy ekipy. W 2011 roku podpisał umowę z klubem The Strongest z siedzibą w mieście La Paz.
| Sezon     | Klub                   | Kraj    | Rozgrywki | Mecze | Bramki |
| --------- | ---------------------- | ------- | --------- | ----- | ------ |
| 1999      | Club Blooming          | Boliwia | LFPB      | 0     | 0      |
| 2000      | Club Blooming          | Boliwia | LFPB      | 0     | 0      |
| 2001      | Club Blooming          | Boliwia | LFPB      | 1     | 0      |
| 2002      | Oriente Petrolero      | Boliwia | LFPB      | 3     | 0      |
| 2004      | Club Destroyers        | Boliwia | LFPB      | 0     | 0      |
| 2005      | Club Blooming          | Boliwia | LFPB      | 2     | 0      |
| 2006      | CD San José            | Boliwia | LFPB      | 33    | 0      |
| 2007      | CD San José            | Boliwia | LFPB      | 46    | 0      |
| 2008      | CD San José            | Boliwia | LFPB      | 23    | 0      |
| 2009      | CD San José            | Boliwia | LFPB      | 31    | 0      |
| 2010      | Club Jorge Wilstermann | Boliwia | LFPB      | 41    | 0      |
| 2011/2012 | The Strongest          | Boliwia | LFPB      |       |        |

## Kariera reprezentacyjna
W seniorskiej reprezentacji Boliwii Vaca zadebiutował 25 lutego 2010 w przegranym 0:5 meczu towarzyskim z Meksykiem. W 2011 roku został powołany przez selekcjonera Gustavo Quinterosa na rozgrywany a Argentynie turniej Copa América, gdzie nie rozegrał ani jednego meczu, pozostając alternatywą dla Carlosa Ariasa, natomiast Boliwijczycy odpadli już w fazie grupowej.